# Plutony wzmocnienia Straży Granicznej
Plutony wzmocnienia Straży Granicznej – mobilizowane pododdziały Wojska Polskiego w okresie II Rzeczypospolitej przewidziane do wzmocnienia komisariatów Straży Granicznej na wypadek wojny.

## Charakterystyka
W planie operacyjnym „Zachód” opracowano koncepcję zakładającą, że w czasie zagrożenia i wojny Straż Graniczna zostanie wykorzystana do obserwowania granicy i likwidowania oddziałów dywersyjnych działających w strefie nadgranicznej. Komisariaty Straży Granicznej miały zostać wzmocnione mobilizowanymi plutonami Straży Granicznej. W 1936 roku opracowany został „Etat plutonu Straży Granicznej na stopie wojennej”.
Występujące przy komisariatach plutony miały dwoistą podległość. Uczestniczyły we wzmocnieniu ochrony granicy i w tym zakresie podlegały komendantom komisariatów Straży Granicznej. W zakresie szkolenia oraz określania ich zadań na wypadek konfliktu zbrojnego podlegały dowódcom jednostek wojskowych, przewidzianych do działań na tym kierunku.

## Zadania plutonów wzmocnienia
Osłona bierna, czyli taką, w której wszelkie działanie osłonowe przygotowywano i przeprowadzano na własnym terenie
- rozpoznanie sił i kierunków posuwania się przeciwnika oraz identyfikacja jego oddziałów
- opóźnienie wkraczających sił przeciwnika przez wykonanie niszczeń i zapór komunikacyjnych oraz ogniowe działania powstrzymujące na dokonanych zniszczeniach
- ubezpieczenie i utrzymanie do nadejścia oddziałów Armii ważnych punktów terenowych lub obiektów
- ubezpieczenie obiektów i urządzeń przed dywersją przeciwnika
- współpraca z oddziałami Armii lub Obrony Narodowej

Osłona zaczepna, czyli działania na terytorium wroga:
- wypad na przedpole (poza granicę), celem uchwycenia i następnie utrzymania jakiegoś obiektu, czy ważnego punktu terenowego, będącego w ręku przeciwnika
- wypad na przedpole części łub całego plutonu o charakterze dywersyjnym, celem przeprowadzenia zniszczeć obiektów, urządzeń, magazynów lub też celem wprowadzenia zamieszania i demoralizacji wśród oddziałów pogranicznych i ludności cywilnej
- rozpoznanie na przedpolu

## Etat plutonu Straży Granicznej
| Stanowisko                  | Stopień etatowy        |
| --------------------------- | ---------------------- |
| dowódca plutonu             | porucznik/podporucznik |
| Poczet dowódcy              |                        |
| zastępca dowódcy plutonu    | sierżant               |
| obserwator                  | kapral                 |
| dowódca patrolu łączności   | kapral                 |
| zastępca dowódcy patrolu    | starszy strzelec       |
| patrolowy                   | strzelec               |
| 3 drużyny wzmocnienia       |                        |
| dowódca drużyny             | plutonowy              |
| zastępca dowódcy drużyny    | plutonowy              |
| dowódca patrolu minerskiego | kapral                 |
| zastępca dowódcy            | starszy saper          |
| saper (x3)                  | saper                  |
| strzelcy (x 11)             | strzelec               |
| Uzbrojenie i sprzęt         |                        |
| karabinki z bagnetem        | 58                     |
| pistolety                   | 1                      |
| wozy amunicyjne             | 3                      |
| kuchnia polowa              | skrzynki do gotowania  |